# Małgorzata Górnisiewicz
Małgorzata Górnisiewicz-Locher (ur. 6 sierpnia 1964 w Krakowie) – polska skrzypaczka, wokalistka i malarka związana z Piwnicą pod Baranami.

## Dyskografia
- 1994: Grzegorz Turnau Naprawdę nie dzieje się nic
- Piwnica pod Baranami - box